# Hypokopelates nyanzana
Hypokopelates nyanzana är en fjärilsart som beskrevs av Henry Stempffer 1957. Hypokopelates nyanzana ingår i släktet Hypokopelates och familjen juvelvingar. Inga underarter finns listade i Catalogue of Life.